# أردين (رواية)
أردين قصة لفريديريك فرجيه، نُشرت في 27 يونيو 2013.